# Paxson (Alaska)
Paxson ist ein census-designated place in der Copper River Census Area von Alaska. Die Ortschaft liegt am Gulkana River zwischen Paxson Lake und Summit Lake, 90 km nördlich von Gakona und 100 km südlich von Delta Junction. Der Denali Highway zweigt bei Paxson vom Richardson Highway ab.

## Geschichte

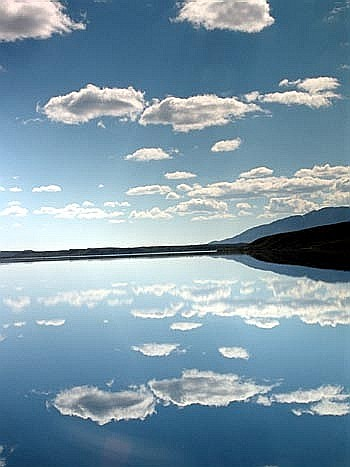
Summit Lake nördlich von Paxson

Mehr als 400 archäologische Fundstellen deuten auf Anwesenheit von Ureinwohnern Alaskas in der Region um das heutige Paxson seit mehr als 10.000 Jahren hin.
1906 eröffnete Alvin Paxson das Timberline Roadhouse bei Meile 192, das aus einer kleinen Blockhütte, in der die Küche untergebracht war, und zwei Zelten als Schlafbaracken bestand. Der Koch dieses Rasthauses, Charles Meier, machte sich später mit dem Meier's Roadhouse bei Meile 174 selbständig. Alvin Paxson reagierte darauf mit einem zweistöckigen Bau bei Meile 191.
Später entstanden hier eine Postfiliale, ein Kaufladen und einige weitere Gebäude. In den 1950er Jahren wurde der Denali Highway von Paxson nach Cantwell gebaut.
In Paxson leben keine Ureinwohner Alaskas. Die Einwohner sind großteils Straßenarbeiter, die mit der Instandhaltung der Highways betraut sind.